# Élections sénatoriales de 1989 en Charente
Les élections sénatoriales en Charente ont lieu le dimanche 24 septembre 1989. 
Elles ont pour but d'élire les sénateurs représentant le département au Sénat pour un mandat de neuf ans.

## Contexte départemental
Lors des élections sénatoriales du 28 septembre 1980 en Charente, un sénateur RPR et un sénateur UDF sont élus, Michel Alloncle et Pierre Lacour.
Depuis, tous les effectifs du collège électoral des grands électeurs sont renouvelés, avec les élections législatives de 1988 en Charente, les élections régionales françaises de 1986, les élections cantonales de 1985 et 1988 et les élections municipales françaises de 1989.

## Rappel des résultats de 1980
| Candidat et parti politique | Candidat et parti politique | Candidat et parti politique | Premier tour | Premier tour | Second tour | Second tour |
| Candidat et parti politique | Candidat et parti politique | Candidat et parti politique | Voix         | %            | Voix        | %           |
| --------------------------- | --------------------------- | --------------------------- | ------------ | ------------ | ----------- | ----------- |
|                             | Angel Motard                | PS                          | 282          | 28,57        | 402         | 54,99       |
|                             | Michel Alloncle             | RPR                         | 251          | 25,43        | 512         | 70,04       |
|                             | Pierre Marcilhacy           | SE                          | 210          | 21,28        | 398         | 54,45       |
|                             | Pierre-Rémy Houssin         | RPR                         | 201          | 20,36        | 1           | 0,14        |
|                             | Pierre Lacour               | UDF                         | 201          | 20,36        | 446         | 61,01       |
|                             | Jean Pauquet                | UDF                         | 181          | 18,34        | 1           | 0,14        |
|                             | Jean Ferrant                | PS                          | 142          | 14,39        | 2           | 0,27        |
|                             | Roland Chiron               | CNIP                        | 114          | 11,55        | 8           | 1,09        |
|                             | Michel Barral               | PCF                         | 91           | 9,22         | 4           | 0,55        |
|                             | Jean-Pierre Chagnaud        | PCF                         | 86           | 8,71         | 4           | 0,55        |
|                             | Jean Léonard                | MRG                         | 60           | 6,08         | 2           | 0,27        |
|                             | Nelly Boucheron             | SE                          | 26           | 2,63         | 12          | 1,64        |
|                             | Robert Salles               | SE                          | 6            | 0,61         | 2           | 0,27        |
|                             |                             |                             |              |              |             |             |
| Inscrits                    | Inscrits                    | Inscrits                    | 1 006        | 100,00       | 1 006       | 100,00      |
| Abstentions                 | Abstentions                 | Abstentions                 | 2            | 0,20         | 3           | 0,20        |
| Votants                     | Votants                     | Votants                     | 1 004        | 99,80        | 1 003       | 99,70       |
| Blancs et nuls              | Blancs et nuls              | Blancs et nuls              | 17           | 1,69         | 19          | 1,89        |
| Exprimés                    | Exprimés                    | Exprimés                    | 987          | 98,31        | 984         | 98,11       |

## Sénateurs sortants
| Sénateur | Sénateur        | Parti | Fonctions lors de l'élection en 1980  |
| -------- | --------------- | ----- | ------------------------------------- |
|          | Michel Alloncle | RPR   | Conseiller général, maire de Ruffec   |
|          | Pierre Lacour   | UDF   | Conseiller général, maire de Montbron |

## Candidats
Dans la Charente, les sénateurs sont élus au scrutin majoritaire à deux tours. 
| Candidats | Candidats         | Parti | Principale fonction                                     |
| --------- | ----------------- | ----- | ------------------------------------------------------- |
|           | Gilles Raynaud    | PCF   | Maire de Chassenon                                      |
|           | Robert Lafleuriel | PCF   | Conseiller municipal de Soyaux                          |
|           | Jacques Troger    | PS    | Conseiller général, conseiller municipal de Angoulême   |
|           | Marcel Picaud     | PS    | Maire de Taize-Aizie                                    |
|           | Yves Jonquet      | DVG   |                                                         |
|           | Maurice Saulnier  | DVG   |                                                         |
|           | Pierre Lacour     | UDF   | Sénateur sortant, conseiller général, maire de Montbron |
|           | Pierre Fougère    | UDF   | Conseiller général, maire de Villebois-Lavalette        |
|           | Michel Alloncle   | RPR   | Sénateur sortant, conseiller général, maire de Ruffec   |
|           | Pierre Hitier     | DVD   | Conseiller général, maire de Villebois-Lavalette        |
|           | Marcel Boizard    | DVD   | Adjoint au maire d'Aizecq                               |

## Résultats
Les nouveaux représentants sont élus pour une législature de 9 ans au suffrage universel indirect par les 1 091 grands électeurs du département.
| Candidat et parti politique | Candidat et parti politique | Candidat et parti politique | Premier tour | Premier tour | Second tour | Second tour |
| Candidat et parti politique | Candidat et parti politique | Candidat et parti politique | Voix         | %            | Voix        | %           |
| --------------------------- | --------------------------- | --------------------------- | ------------ | ------------ | ----------- | ----------- |
|                             | Michel Alloncle             | RPR                         | 385          | 35,75        | 596         | 56,49       |
|                             | Pierre Lacour               | UDF                         | 345          | 32,03        | 600         | 56,87       |
|                             | Jacques Troger              | PS                          | 334          | 31,01        | 426         | 40,38       |
|                             | Marcel Picaud               | PS                          | 287          | 26,65        | 370         | 35,07       |
|                             | Pierre Hitier               | DVD                         | 231          | 21,45        | Retrait     | Retrait     |
|                             | Pierre Fougère              | UDF                         | 210          | 19,50        | 1           | 0,09        |
|                             | Gilles Raynaud              | PCF                         | 74           | 6,87         | Retrait     | Retrait     |
|                             | Robert Lafleuriel           | PCF                         | 70           | 6,50         | Retrait     | Retrait     |
|                             | Yves Jonquet                | DVG                         | 38           | 3,53         | Retrait     | Retrait     |
|                             | Maurice Saulnier            | DVG                         | 18           | 1,67         | Retrait     | Retrait     |
|                             | Marcel Boizard              | DVD                         | 15           | 1,39         | Retrait     | Retrait     |
|                             |                             |                             |              |              |             |             |
| Inscrits                    | Inscrits                    | Inscrits                    | 1 091        | 100,00       | 1 091       | 100,00      |
| Abstentions                 | Abstentions                 | Abstentions                 | 6            | 0,55         | 1           | 0,09        |
| Votants                     | Votants                     | Votants                     | 1 085        | 99,45        | 1 090       | 99,91       |
| Blancs et nuls              | Blancs et nuls              | Blancs et nuls              | 8            | 0,74         | 35          | 3,21        |
| Exprimés                    | Exprimés                    | Exprimés                    | 1 077        | 99,26        | 1 055       | 96,79       |